# Ben Haverkort
Ben Haverkort (nascut el 27 d'octubre de 1961) és un exfutbolista i àrbitre de futbol neerlandès. Va jugar a futbol professional a la segona divisió neerlandesa abans de dedicar-se a l'arbitratge, arbitrant a la primera divisió neerlandesa i al futbol internacional.

## Carrera com a jugador
Després de jugar al futbol juvenil a l'Ajax, Haverkort va passar una estona als equips de l'Eerste Divisie Telstar, SC Cambuur i Emmen.

## Carrera com a àrbitre
Després de retirar-se del món de la pilota, Haverkort va començar a arbitrar el 1995 i va arribar al nivell de lliga nacional el 1999. Haverkort va guanyar-se un lloc a la Llista Internacional d'Àrbitres de la FIFA a partir del 2002, actuant com a quart àrbitre en els partits de classificació per a l'Eurocopa 2004  i els partits de classificació per a la Copa del Món de 2006.
Haverkort es va retirar de l'arbitratge el 2011 per assumir un càrrec directiu al FC Groningen.